# Capitán Solari
Pour les articles homonymes, voir Capitan.
Capitán Solari est une localité argentine située dans la province du Chaco et dans le département de Sargento Cabral.